# Carl van Lennep

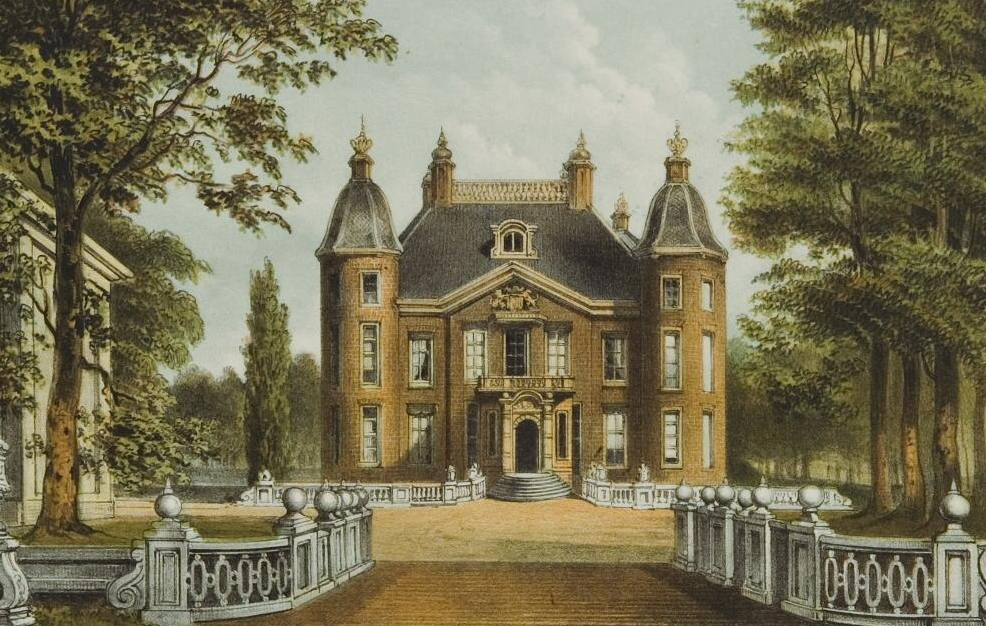
Kasteel Biljoen (1874)

Carel van Lennep tot Biljoen (ca. 1530 - 23 april 1567) was vanaf 1546 tot 1567 heer van Biljoen en van 1553 tot 1554 burgemeester van Arnhem, schepen aldaar en in 1565 kerkmeester te Velp.
Van Lennep was een zoon van Roelof van Lennep tot Biljoen (1485-1546) en Johanna de Cock van Neerijnen (1505 - na 1559). Hij trouwde (1) met Martha van der Lawick en (2) met Cunera van der Lawick (ca. 1535 - 1605). Uit het huwelijk van Carel en zijn eerste vrouw zijn de volgende kinderen geboren:
- Ernst van Lennep tot Biljoen
- Jelle van Lennep tot Biljoen
- Johanna van Lennep. Zij was getrouwd met de predikant Georgius Bucherus uit Apeldoorn
- Roelandina van Lennep. Zij trouwde met Johan Huyn van Amstenrade
- Roelof van Lennep. (- ca. 1613). Hij volgde zijn vader op in 1567 als heer van Biljoen. Van Lennep was een vertrouweling van de Prins van Oranje. Tijdens zijn heerschappij over Kasteel Biljoen werd dit in 1585 door de Spanjaarden belegerd. Hij trouwde met Margaretha van Zeersen.
- Johan van ´t Lennep tot Biljoen. (- Utrecht, 1622). Hij volgde zijn broer Roelof in 1613 op als heer van Biljoen. Johan trouwde met Bernharda van Meeckeren /  Bernarda (Beerntje) Straetman (Utrecht, 1562 - 1632)

Carel is overleden op 23 april 1567 en begraven in Velp.